# Эйдинг, Пол
Пол Эйдинг (англ. Paul Eiding; род. 28 марта 1957, Кливленд) — американский актёр.
Известен, прежде всего, озвучиванием компьютерных игр, в том числе Metal Gear, StarCraft, Diablo, и анимационных фильмов, в том числе сериала «Бен 10».